# Pabil
El Pabil (també anomenat Ganesh IV) és una muntanya de la Ganesh Himal, una petita serralada de l'Himàlaia, al Nepal. El cim s'eleva fins als 7.104 msnm i té una prominència de 927 metres. La primera ascensió va tenir lloc el 16 d'octubre de 1978 a càrrec d'una expedició japonesa.